# Scopalina hispida
Scopalina hispida är en svampdjursart som först beskrevs av George John Hechtel 1965.  Scopalina hispida ingår i släktet Scopalina och familjen Dictyonellidae.
Artens utbredningsområde är havet kring Jamaica. Inga underarter finns listade i Catalogue of Life.